# Svinnegarns socken
Svinnegarns socken i Uppland ingick i Åsunda härad, ingår sedan 1971 i Enköpings kommun och motsvarar från 2016 Svinnegarns distrikt.
Socknens areal är 18,34 kvadratkilometer, varav 18,27 land. År 2000 fanns här 549 invånare. Tätorten Haga samt kyrkbyn Svinnegarn med sockenkyrkan Svinnegarns kyrka ligger i socknen.  

## Administrativ historik
Svinnegarns socken har medeltida ursprung.
Vid kommunreformen 1862 övergick socknens ansvar för de kyrkliga frågorna till Svinnegarns församling och för de borgerliga frågorna bildades Svinnegarns landskommun. Landskommunen uppgick 1952 i Åsunda landskommun som 1971 uppgick i Enköpings kommun. Församlingen uppgick 2006 i Södra Åsunda församling som 2010 uppgick i Tillinge och Södra Åsunda församling.
Den 1 januari 2016 inrättades distriktet Svinnegarn, med samma omfattning som församlingen hade 1999/2000.  
Socknen har tillhört län, fögderier, tingslag och domsagor enligt vad som beskrivs i artikeln Åsunda härad. De indelta soldaterna tillhörde Upplands regemente, Enköpings kompani och Livregementets dragonkår, Sigtuna skvadron.

## Geografi
Svinnegarns socken ligger sydväst om Enköping kring Enköpingsåns mynning med Svinnegarnsviken i öster. Socknen är en slättbygd med inslag av skog i öster.

## Fornlämningar
Från järnåldern finns 12 gravfält. Storhögen Haralds hög ligger vid Huseby säteri. Tre runstenar samt fragment av minst fyra finns vid kyrkan. En av dem är en Ingvarssten. Svinnegarns källa är en offerkälla, till vilken folk fordom vallfärdade som pilgrimer, vilket 1470 ledde till att kyrkan byggdes om till vallfartskyrka med härbärge.
En av socknens runstenar är Upplands runinskrifter 778, som förtäljer om Banke som stupade i Ingvar den vittfarnes katastrofala anfallståg mot perserna på 1040-talet.

## Namnet
Namnet skrevs 1307 Swinagarn. Efterleden är 'garn', 'tarm' i betydelsen långsmal och kan avsett en vik eller ö. Förleden har olika tolkningar, enligt en innehåller den djuret svin, alternativt som svin, 'upptorkat eller av grunt vatten täckt område'. Syftningen kan då vara landformationen vid kyrkan, alternativt en tidigare vik vid kyrkan.